# Мичола, Томаш
То́маш Ми́чола (чеш. Tomáš Mičola; 26 сентября 1988, Острава, ЧССР) — чешский футболист, полузащитник.

## Клубная карьера
Мичола начал заниматься футболом в клубе «Опава». В возрасте 16 лет перешёл в остравский «Баник», где спустя два года стал играть в основном составе. Летом 2010 года Томаш Мичола стал игроком французского «Бреста», вернувшегося в Лигу 1, с которым подписал контракт на 4 года. Стоимость перехода составила 750 тысяч евро.
Дебютировал в чемпионате Франции 21 августа 2010 года в 3-м туре против «Лиона», выйдя на замену на 79-й минуте. Во втором своем матче сезона, 28 августа, Мичола вышел в стартовом составе и на 75-й минуте отдал передачу, с которой был забит победный гол в ворота «Кана». Всего в сезоне 2010/11 провёл за «Брест» в чемпионате, кубке Франции, а также кубке лиги 20 матчей, в которых забил 1 гол (18 сентября 2010 года в шестом туре чемпионата в ворота «Нанси»).
В Лиге 1 футболист выступал до 2012 года, после чего вернулся в Чехию, став игроком пражской «Славии».
В сентябре 2015 года в качестве свободного агента вернулся в Остраву, став игроком «Баника».

## Национальная сборная
Томаш Мичола привлекался в юношеские и молодёжную сборную Чехии. В 2007 году стал серебряным призёром чемпионата мира для игроков до 20 лет.